# 테 아쿠에르다스 데 미
《테 아쿠에르다스 데 미》(스페인어: Te acuerdas de mí)은 2021년 방영된 멕시코의 텔레노벨라이다.